# Koen Naert
Koen Naert (Roeselare, 3 de septiembre de 1989) es un deportista belga que compite en atletismo. Ganó una medalla de oro en el Campeonato Europeo de Atletismo de 2018, en la prueba de maratón.

## Palmarés internacional
| Campeonato Europeo | Campeonato Europeo | Campeonato Europeo | Campeonato Europeo |
| Año                | Lugar              | Medalla            | Prueba             |
| ------------------ | ------------------ | ------------------ | ------------------ |
| 2018               | Berlín (Alemania)  | Medalla de oro     | Maratón            |